# Mount Carroll (Illinois)
Mount Carroll – miasto w Stanach Zjednoczonych, w stanie Illinois, siedziba administracyjna hrabstwa Carroll.